# Jim Jim Falls
Die Jim Jim Falls sind ein Wasserfall im Kakadu-Nationalpark im Northern Territory, Australien.
Der Wasserfall befindet sich nahe den Twin Falls und nahe der östlichen Grenze des Nationalparks und liegt etwa 80 km südlich von Jabiru. Zu erreichen ist er über eine Nebenstraße, 60 km vom Kakadu Highway aus. Der Weg darf nur mit Allrad-Fahrzeugen befahren werden. Vom Parkplatz aus führt ein Wanderweg durch den Jim Jim Creek bis zum Fallbecken.
In dem Wasserfall stürzt der Jim Jim Creek, ein Nebenfluss des South Alligator River, etwa 200 Meter in die Tiefe. Es wird angenommen, dass das Gebiet vor 140 Millionen Jahren ein flaches Meer war und sich diese Erhebung aus den Kliffs entwickelt hat. Diese Erhebung misst heute insgesamt 330 Meter und zieht sich über 500 km entlang der östlichen Grenze des Parks ins Arnhemland. In der Trockenzeit führt der Wasserfall meist kein Wasser. In dieser Zeit ist das Fallbecken dadurch nicht mit dem Creek verbunden. Die Park-Ranger kontrollieren das Becken Anfang der Trockenzeit auf eingeschlossene Krokodile und entfernen diese wenn nötig, so dass gefahrlos gebadet werden kann. Dies gilt jedoch nicht für den Creek, in diesem leben auch während der Trockenzeit Krokodile.

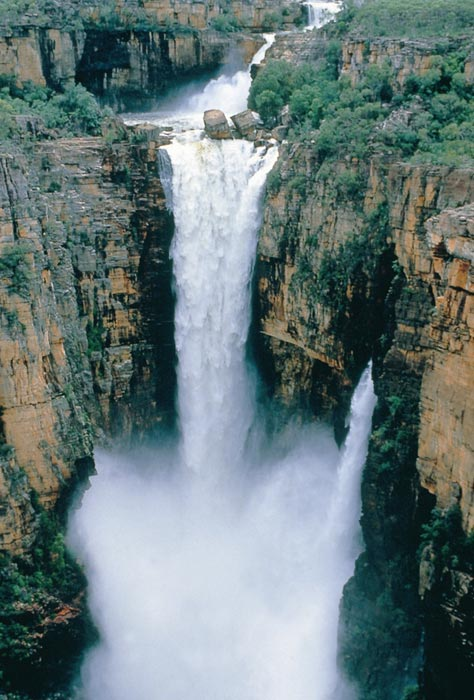
Die Jim Jim Falls nach Regen
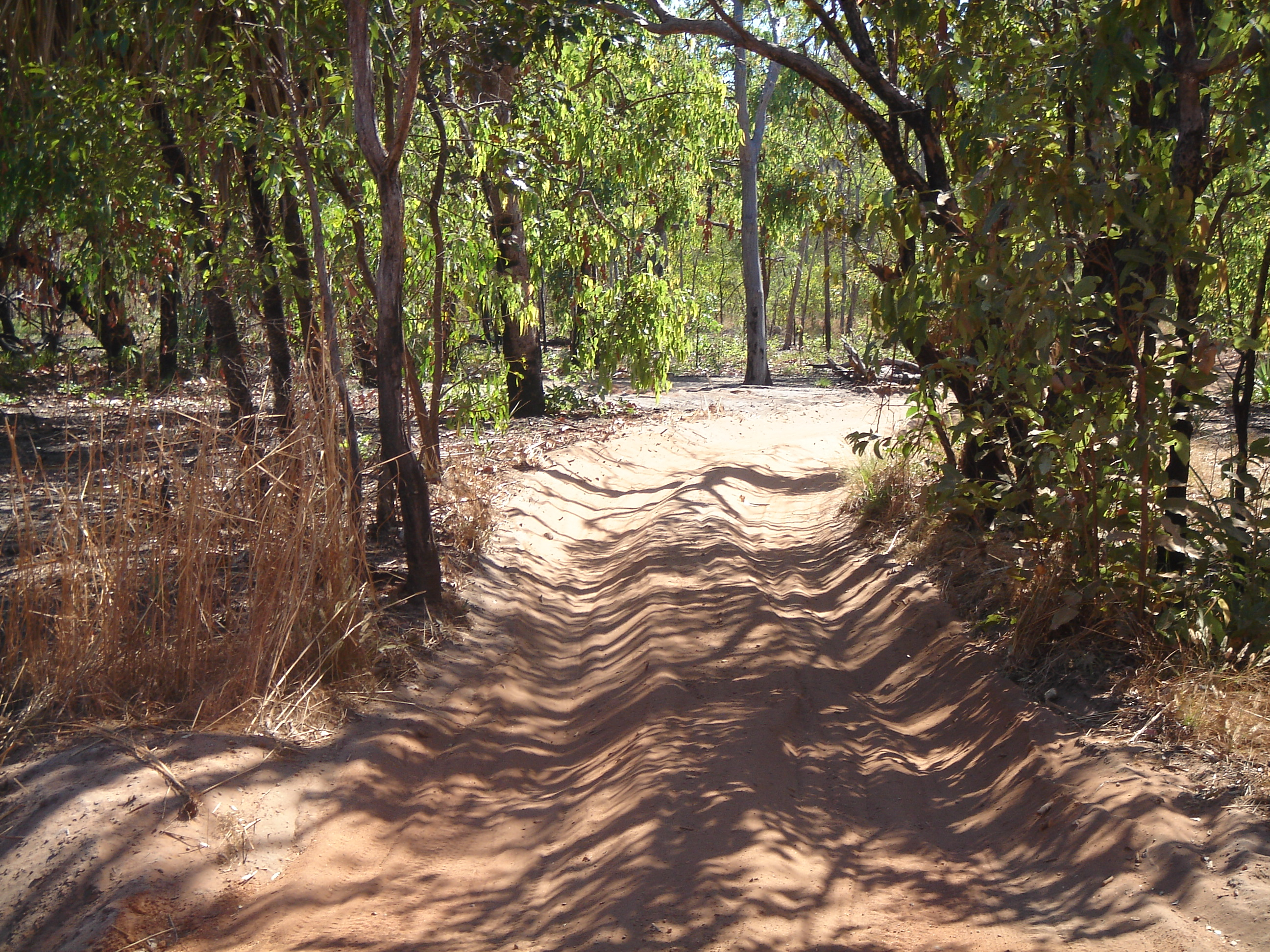
4WD-Strecke zu den Wasserfällen
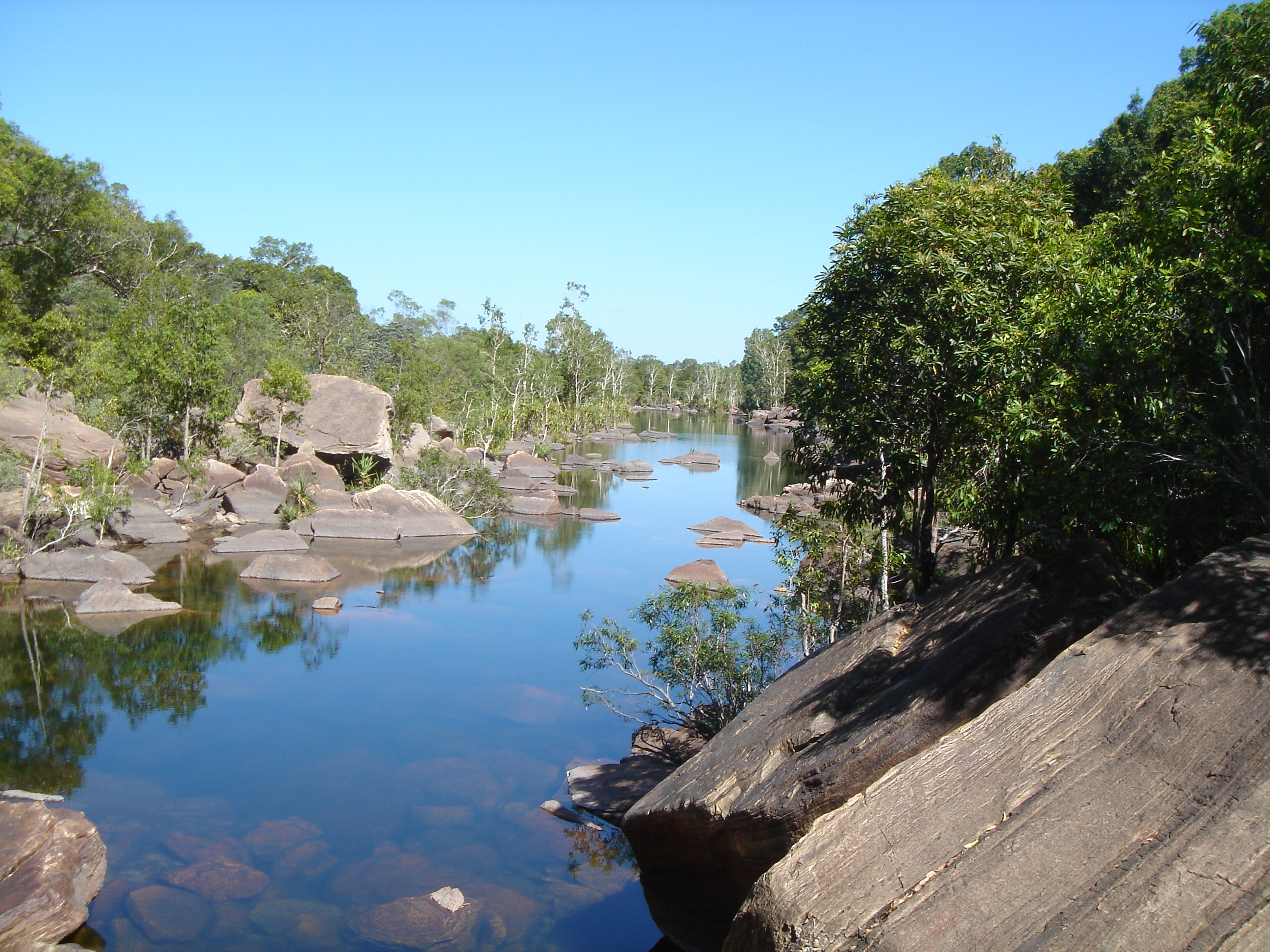
Jim Jim Creek
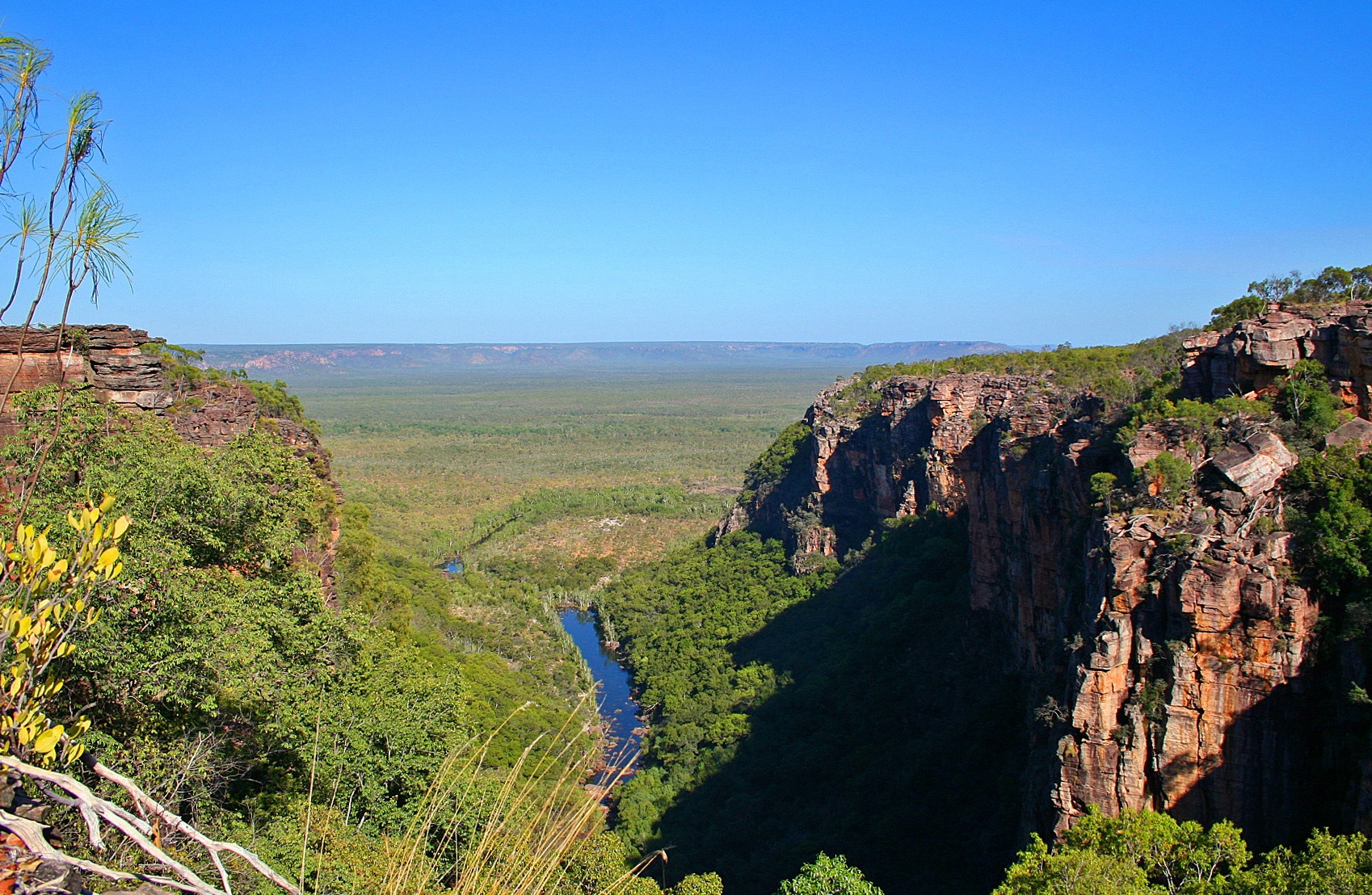
Plateau über den Jim Jim Falls